# Lauterbach (Geslau)

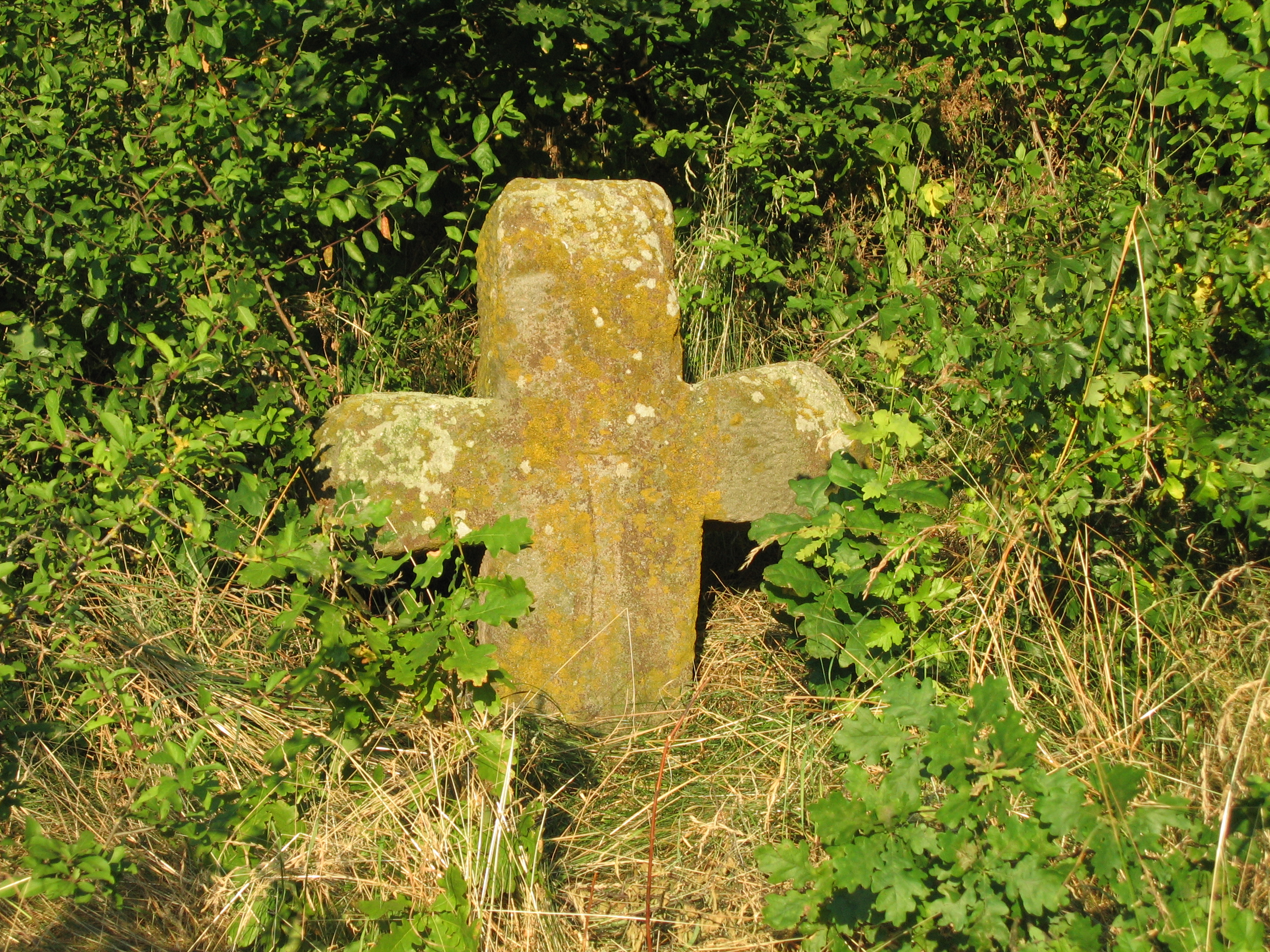
Steinkreuz

Lauterbach  (ⓘ) ist ein Gemeindeteil der Gemeinde Geslau im Landkreis Ansbach (Mittelfranken, Bayern). Lauterbach liegt in der Gemarkung Schwabsroth.

## Geografie
Durch das Dorf fließt der Lauterbachgraben, der den Lauterbacher Weiher speist und ein rechter Zufluss der Sulzach ist, die wiederum ein rechter Zufluss des Kreuthbachs ist. 1,25 km südwestlich liegt der Bucher Wald, 0,5 km südöstlich liegt das Flurgebiet Buchklinge.
Gemeindeverbindungsstraßen führen nach Geslau (2,3 km nordwestlich) und Oberndorf (2,2 km westlich) jeweils zur Kreisstraße AN 7, zur AN 5 bei Buch am Wald (1,6 km südlich) und zu einer Gemeindeverbindungsstraße (0,8 km nordöstlich), die nach Kreuth (1 km nördlich) bzw. ebenfalls zur AN 5 bei Hürbel führt (0,7 km südöstlich).

## Geschichte
Im 16-Punkte-Bericht des brandenburg-ansbachischen Oberamts Colmberg aus dem Jahr 1608 wurden für Lauterbach 9 Mannschaften verzeichnet, die alle das Kastenamt Colmberg als Grundherrn hatten. Das Hochgericht übte das Vogtamt Colmberg aus. Im 16-Punkte-Bericht des Oberamts Colmberg aus dem Jahr 1681 hatte sich die Zahl der Mannschaften auf 11 erhöht.
Gegen Ende des 18. Jahrhunderts gab es in Lauterbach 13 Anwesen (1 Hof, 10 Halbhöfe, 2 Köblergüter). Das Hochgericht und die Dorf- und Gemeindeherrschaft übte das Vogtamt Colmberg aus. Alle Anwesen hatten das Kastenamt Colmberg als Grundherrn. Neben den Anwesen gab es noch kommunale Gebäude (Hirtenhaus, Brechhaus). Von 1797 bis 1808 unterstand der Ort dem Justizamt Leutershausen und Kammeramt Colmberg.
Im Rahmen des Gemeindeedikts wurde Lauterbach dem 1808 gebildeten Steuerdistrikt Schwabsroth und der 1810 gegründeten Ruralgemeinde Schwabsroth zugeordnet. Am 1. Januar 1972 wurde Lauterbach im Zuge der Gebietsreform in Bayern nach Geslau eingemeindet.

### Baudenkmäler
- Haus Nr. 9: 18./19. Jahrhundert, zweigeschossiges Wohnstallhaus mit massivem Erdgeschoss und Fachwerkobergeschoss und Fachwerkobergeschoss; Dach auf der einen Traufseite bis zum Erdgeschoss heruntergezogen[12]
- Haus Nr. 11: ehemaliges Wirtshaus aus dem Ende 18. Jh., 1855 erweitert; am massiven Teil des zwiebelgiebligen Hauses mit Ecklisenen, Eckgesimsen und Putzbändern zwei Haustafeln, von denen die eine abgewittert ist, die zweite ein Relief, von Krug und Becher sowie die Bezeichnung „L / MK 1855“ trägt[12]
- Haus Nr. 12: Wirtshaus, eingeschossiger Massivbau, Ende 18. Jahrhundert[13]
- Flachsbrechhaus des 19. Jh. am Weg nach Buch am Wald.[12]
- mittelalterliches Steinkreuz; am südwestlichen Ortsrand[13]

### Einwohnerentwicklung
| Jahr      | 001818 | 001840 | 001861 | 001871 | 001885 | 001900 | 001925 | 001950 | 001961 | 001970 | 001987 |
| Einwohner | 88     | 104    | 99     | 99     | 101    | 116    | 83     | 92     | 78     | 59     | 62     |
| Häuser    | 17     | 17     |        |        | 19     | 17     | 16     | 15     | 15     |        | 16     |
| Quelle    | [ 15 ] | [ 16 ] | [ 17 ] | [ 18 ] | [ 19 ] | [ 20 ] | [ 21 ] | [ 22 ] | [ 23 ] | [ 24 ] | [ 1 ]  |

## Religion
Der Ort ist seit der Reformation evangelisch-lutherisch geprägt und bis heute nach St. Wendel (Buch am Wald) gepfarrt. Die Einwohner römisch-katholischer Konfession sind nach St. Johannis (Rothenburg ob der Tauber) gepfarrt.